# دریاچه ژالاناش‌کول
دریاچه ژالاناش‌کول (به قزاقی: Lake Zhalanashkol) یک دریاچه است که در قزاقستان واقع شده‌است.